# NGC 3213
NGC 3213 (również PGC 30283 lub UGC 5590) – galaktyka spiralna (Sbc), znajdująca się w gwiazdozbiorze Lwa. Odkrył ją Édouard Jean-Marie Stephan 13 marca 1883 roku.